# Alice Babs
Pour les articles homonymes, voir Babs.

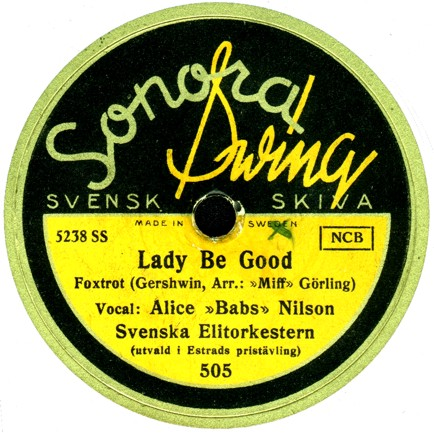
Disque d'Alice Babs produit par le label discographique suédois Sonora.

Alice Babs (née Alice Nilson, devenue Alice Sjöblom après son mariage) est une chanteuse et actrice suédoise née à Kalmar le 26 janvier 1924, dans une famille d'artistes et morte le 11 février 2014 à Stockholm.

## Biographie
En 1939 (à 15 ans), elle chante déjà dans des discothèques, à Stockholm, puis à Berne et en Chine, et devient célèbre avec les titres « Joddlarflickan » et « Swing it, Mr. Teacher ». Ses enregistrements de titres de jazz dans les années 1940 et 50 sont assez nombreux sous son nom, et davantage encore avec d'autres leaders (Harry Arnold, Thore Ehrling, Putte Wickman, Arne Domnérus et beaucoup autres).
En 1949, déjà au faîte de sa gloire dans son pays, elle chante au festival de jazz de Paris, puis dans de nombreux films, shows télévisés et sur scène, avec une répertoire qui alterne jazz et variétés. Avec Svend Asmussen et Ulrich Neumann, elle forme le groupe The Swe-Danes en 1959, avec lequel elle effectue une tournée aux États-Unis.
En 1958, elle représente la Suède pour sa toute première participation au Concours Eurovision de la chanson avec la chanson Lilla stjärna. Elle termine à la quatrième place.
Elle doit l'épisode le plus marquant de sa carrière à la télévision, en 1963 où Duke Ellington la remarque. Elle chante dans la phalange ellingtonienne à plusieurs reprises, à Paris puis pour des concerts de musique sacrée à New York en 1968 et à Londres en 1973.
Dans les années 1960, elle chante des symphonies de Bach et de Mozart dans des églises. Elle se retire en Espagne, à la suite de problèmes de santé, mais enregistre encore quelques disques dans les années 1970 et 80, et même en 1998, effectuant même une nouvelle tournée en Suède, où le public apprécie les qualités intactes de sa voix.
Sa voix de soprano se caractérise par la pureté et la chaleur du timbre, la diction claire, la maîtrise dans un registre étendu ; son sens de l'humour apporte un piquant supplémentaire.

## Discographie personnelle
- Alice in Wonderland (1959) (Telestar / RCA)
- What a Joy (1980) (Bluebell)
- There's Something About Me (Bluebell)
- Serenading Duke Ellington (Prophone)
- Jazz at Pawn Shop (Proprius)
- A Church Blues for Alice (Sony)
- Swingtime Again (RCA Victor)
- Yesterday (Prophone)
- Music with a Jazz Flavour (Celeste)
- Don't Be Blue (Prophone)
- Said the Willow Tree
- Yesterday & Close to You

La plus grande partie de la discographie d'Alice Babs est constituée de rééditions en CD de disques originellement parus en 78 ou 45 tours, voire originellement enregistrés sous la direction d'autres leaders.

## Filmographie

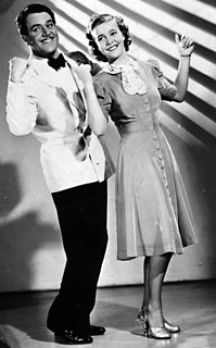
Adolf Jahr et Alice Babs dans Swing it Magistern (1940)

- 1938 : Tonnerre et éclairs (Blixt och dunder) d'Anders Henrikson
- 1940 : Mademoiselle Swing et son professeur (Swing it Magistern) de Schamyl Bauman
- 1941 : Les Professeurs en vacances (Magistrarna på sommarlov) de Schamyl Bauman
- 1941 : Notre équipe (Vårat gäng) de Gunnar Skoglund
- 1941 : Un réseau de femmes de chambres (En trallande jänta) de Börje Larsson
- 1944 : Örnungar de Ivar Johansson
- 1944 : Skådetennis de Nils Berman (court-métrage)
- 1946 : La Joyeuse partie (Det glada kalaset) de Bengt Ekerot et Lennart Wallén
- 1946 : Sången om Stockholm d'Elof Ahrle
- 1949 : Terras fönster nr 1 de Olle Ekelund
- 1952 : Drömsemester de Gösta Bernhard
- 1952 : Les Contes d’Andersen (H.C. Andersens sagor) de Olle Kinch et Thor Brooks
- 1953 : Kungen av Dalarna de Gösta Bernhard et Emil A. Lingheim
- 1953 : Un drôle de jumeau (I dur och skur) de Stig Olin
- 1953 : Jusqu'à toi (Resan till dej) de Stig Olin
- 1955 : Rhapsodie suédoise (Ssommarflickan) de Håkan Bergström et Thomas Engel
- 1955 : Symphonie en or (Symphonie in gold) de Franz Antel
- 1956 : Mademoiselle Swing et son élève (Swing it, fröken !) de Stig Olin
- 1958 : Musique à bord (Musik ombord) de Sven Lindberg
- 1959 : Det svänger på slottet de Alf Kjellin

### Doublage
- 1950 : Cendrillon (Cinderella) de Clyde Geromini, Wilfred Jackson et Hamilton Luske (version suédoise)